# Palacete da Família Feu Guião

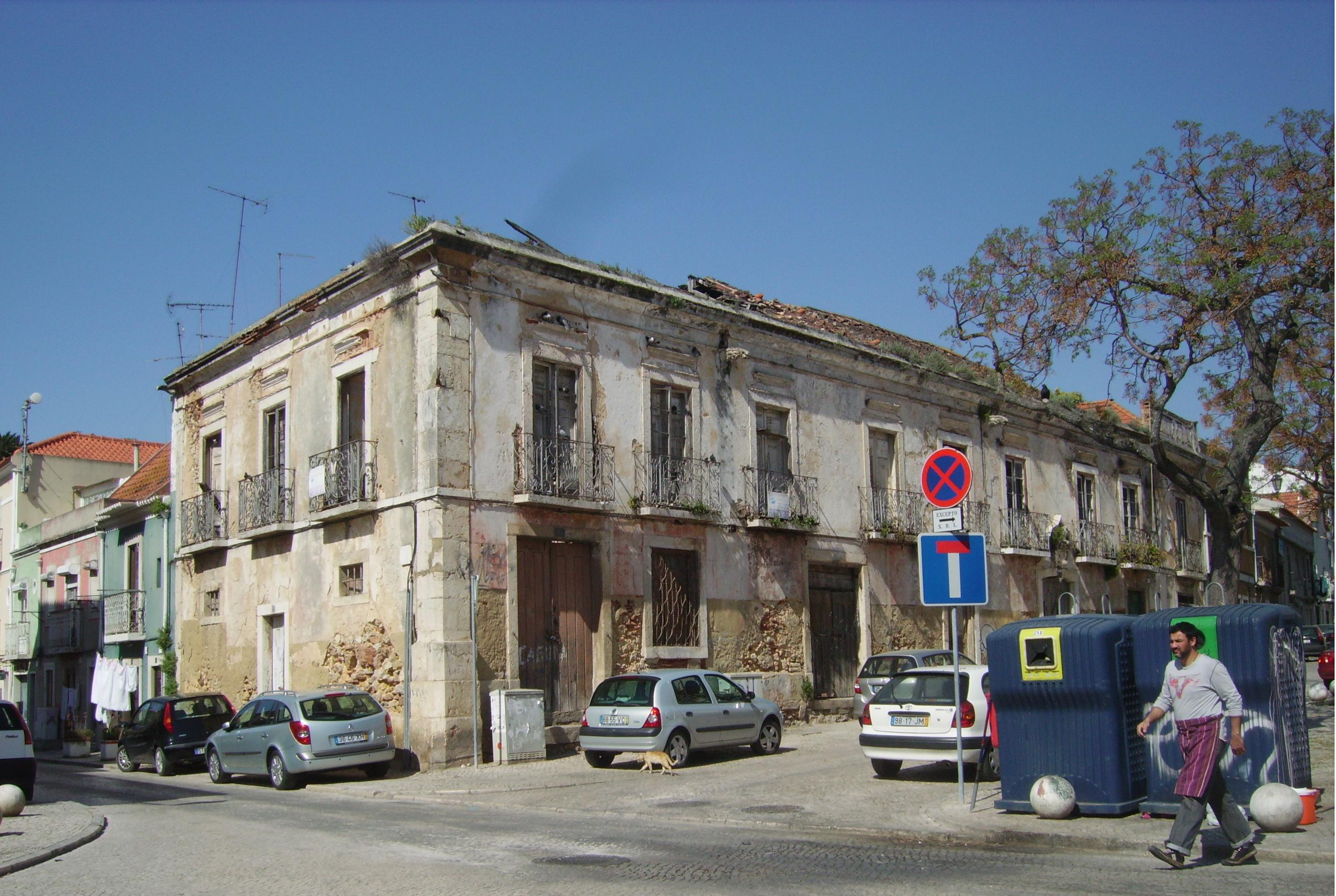
Vista geral do Palácio Feu Guião em 2009

O Palacete da Família Feu Guião, Palácio Feu Guião ou Palácio do Adeantado, é um antigo palacete situado no Bairro de Troino, na atual freguesia de Setúbal (São Julião, Nossa Senhora da Anunciada e Santa Maria da Graça), em Setúbal.
É um palacete construído em meados do séc. XVIII com enorme simplicidade arquitectónica e com alguns motivos de ligeira magnificência, tais como o brasão da família e quatro gárgulas. A sua grandeza serve de contraste aos pequenos edificios contíguos, com menores dimensões e humildade.
Julga-se que o nome terá surgido do mandante da obra, José da Rosa Guião e Abreu, que na época, era um afamado desembargador, em plena ascensão social. A outra designação, a do Palácio do Adeantado, atribui-se também ao facto de José da Rosa desempenhar, simultaneamente, funções de Adeantado do Reino.
O edifício manteve-se nas mãos da família Feu Guião até ao ano de 1881, pois nesse mesmo ano foi arrematado em hasta pública por Manuel Maria Valente.

## Atualidade
Após servir de residência durante quase dois séculos, o edifício foi ocupado por diversas instituições, entre as quais uma escola primária. Mas, aquando do terramoto de 1969, que afectou toda a zona da cidade de Setúbal, o palácio foi atingido e, com o passar dos anos, foi-se degradando e encontrava-se num elevado estado de degradação.
Sendo esta uma edificação de grande impacto histórico e cultural, que se destaca de tudo o resto que o circunda, para evitar a demolição ou colapso do imóvel devido ao elevado estado de degradação,  em 2017 obras de restauro começaram e as mesmas terminaram em 2023 com a completa restauração do palacete. É actualmente um complexo residencial.